# Fritz Petrick
Fritz Petrick (* 4. November 1937 in Berlin) ist ein deutscher Historiker und Skandinavist.

## Leben und Wirken
Fritz Petrick studierte Geschichte und Skandinavistik an der Humboldt-Universität zu Berlin und an der Universität Greifswald. Von 1963 bis 1992 war er als wissenschaftlicher Mitarbeiter und Hochschullehrer am Historischen Institut der Universität Greifswald tätig. Dort promovierte er 1968 und habilitierte sich 1984.
In seinen Veröffentlichungen beschäftigt er sich mit der Geschichte Nordeuropas, insbesondere Norwegens. Hierzu hat er eine umfangreiche Geschichte Norwegens veröffentlicht. Ein weiteres Forschungsgebiet Petricks ist die Geschichte der Insel Rügen.
Petrick ist u. a. Mitglied der Gesellschaft für Pommersche Geschichte, Altertumskunde und Kunst e.V. und des Norwegischen Historikerverbands.

## Veröffentlichungen (Auswahl)
- Zur sozialen Lage der Arbeiterjugend in Deutschland 1933 bis 1939 (= Forschungen zur Wirtschaftsgeschichte, Bd. 4). Akademie-Verlag, Berlin 1974.
- Der "Leichtmetallausbau Norwegen" 1940–1945. Eine Studie zur deutschen Expansions- und Okkupationspolitik in Nordeuropa. Lang, Frankfurt/M. 1992, ISBN 3-631-44066-9.
- (Hrsg.): Die Okkupationspolitik des deutschen Faschismus in Dänemark und Norwegen (1940–1945) (= Europa unterm Hakenkreuz, Bd. 7). Hüthig, Berlin/Heidelberg 1992, ISBN 3-8226-1992-2.
- Dänemark - das Musterprotektorat? In: Werner Röhr (Hrsg.): "Neuordnung Europas". Ed. Organon, Berlin 1996, S. 31–46, ISBN 3-931034-00-3.
- (Hrsg.): Kapitulation und Befreiung. Das Ende des Zweiten Weltkriegs in Europa. Westfälisches Dampfboot, Münster 1997, ISBN 3-89691-407-3.
- "Ruhestörung". Studien zur Nordeuropapolitik Hitlerdeutschlands. Ed. Organon, Berlin 1998, ISBN 3-931034-01-1.
- (Red., mit Dörte Putensen): Pro Finnlandia 2001. Festschrift für Manfred Menger. Warnke, Reinbek 2001, ISBN 3-9806644-2-2.
- Norwegen. Von den Anfängen bis zur Gegenwart. Pustet, Regensburg 2002, ISBN 3-7917-1784-7.
- (Hrsg. u. Mitautor): Rügens Geschichte von den Anfängen bis zur Gegenwart. Fünf Bände. Rügendruck, Putbus 2008–2013.
- Das alte Rügen. Hinstorff, Rostock 2011, ISBN 978-3-356-01450-1.
- Das Fürstentum Rügen. Ein Landkreis in Pommern. Zur Vorgeschichte 1321–1806. In: Baltische Studien, Bd. 102 (2016), S. 53–66.
- Rügen. Die Geschichte einer Insel. Wachholtz, Kiel/Hamburg 2017, ISBN 3-529-07608-2.
- Rügen 1769. Schwedisch-Pommern im Jahr der Geburt Ernst Moritz Arndts. In: Dirk Alvermann (Hrsg.): Ernst Moritz Arndt in seiner Zeit. Pommern vor, während und nach der napoleonischen Besetzung (= Veröffentlichungen der Historischen Kommission für Pommern, Reihe 5, Bd. 55). Böhlau, Wien/Köln 2021, S. 19–28, ISBN 978-3-412-52131-8.